# Idialcis sericea
Idialcis sericea är en fjärilsart som beskrevs av Max Joseph Bastelberger 1907. Idialcis sericea ingår i släktet Idialcis och familjen mätare. Inga underarter finns listade i Catalogue of Life.